# Cristina Lopes
Cristina Pacheco Lopes ou Tina (Brasília-DF, 29 de janeiro de 1966) é uma ex-voleibolista brasileira, que atuou em clubes nacionais e na Seleção Brasileira de Voleibol Feminino.

## Carreira
Tina brilhou na geração de evolução e com resultados inéditos vestindo a camisa da Seleção Brasileira com o inédito e honroso 4º Lugar nos Jogos Olímpicos de Verão de 1992 em Barcelona, o Grand Prix de Volei de 1994. Iniciou sua carreira apenas com 13 anos no Distrito Federal. Passou por diversos clubes brasileiros e integrou a seleção brasileira, da categoria juvenil a adulta (18 aos 27 anos). Em 1996, um susto: sofreu aneurisma cerebral e ficou entre a vida e a morte. Com perseverança e muita fé, três meses depois, a jogadora estava de volta às quadras. Foi ainda campeã mineira, de Jogos Regionais, e Jogos Abertos. Formada em Educação Física, na Fefis/Unimes. Atuou nos clubes nacionais: Leite Moça Sorocaba, Esporte Clube Pinheiros, Pão de Açúcar/SP, Nossa Caixa/Recreativa/Ribeirão Preto, Pirelli/Santo André, MRV/Minas, Rodrimar/Ovomaltine/Santos. Reside desde 1999 na Praia Grande-SP.Em 2008 atuou com técnica de uma escolinha de volei de praia, idealizada pelo meio-de-rede da Seleção Brasileira Masculina de Voleibol Rodrigão na Praia Grande e nesta atualmente coordena os trabalhos.

## Clubes
- Pirelli/Santo André
- Pão de Açúcar/SP
- Leite Moça/Sorocaba(1994/1995)
- Pinheiros/SP
- Nossa Caixa/Recreativa/Ribeirão Preto
- MRV/Minas
- Rodrimar/Ovomaltine/Santos

## Títulos e Resultados
Superliga Brasileira de Voleibol
- 1994/1995-Campeã atuando pelp Leite Moça[9][10]

Seleção Brasileira Juvenil
Campeonato Mundial de Voleibol Feminino Sub-20
- 1985-4º Lugar (Milão,  Itália)[11]

Jogos Olímpicos de Verão
- 1992- 4º Lugar (Barcelona, Espanha)[1]

Jogos Pan-Americanos
- 1987 – 4º Lugar – (Indianápolis, Estados Unidos)[8]

Copa do Mundo de Voleibol Feminino
- 1991 - 8º Lugar (Osaka, Japão)[12]